# Giorni felici (film 2023)
Giorni felici è un film del 2023 diretto da Simone Petralia.

## Trama
Margherita è un'attrice di fama internazionale che ora vive a Roma, ha un figlio, Enea, musicista. Michela, la sua manager, sarà vicina a Margherita nei suoi momenti più difficili e con lei alcuni amici quando si scoprirà, tramite degli esami, che è affetta da una grave forma di sclerosi, la SLA. Da quel momento difficile ritroverà però anche un rapporto molto importante del suo passato. 

## Distribuzione
Il film è stato distribuito nelle sale cinematografiche italiane a partire dall'11 dicembre 2023.